# Gran Premio d'Italia 1975
Il Gran Premio d'Italia 1975 fu la tredicesima prova del campionato mondiale di Formula 1 1975.
Si svolse il 7 settembre 1975 sul circuito di Monza e fu vinta da Clay Regazzoni su Ferrari 312 T, che precedette il campione del mondo uscente Emerson Fittipaldi su McLaren M23 e il suo compagno di squadra Niki Lauda con l'altra Ferrari.
Per il pilota svizzero si trattò del terzo successo in carriera; con i 4 punti guadagnati grazie al terzo posto, Niki Lauda vinse matematicamente il titolo di campione mondiale piloti, che alla scuderia sfuggiva dal 1964; contestualmente, grazie ai 13 punti di squadra, la Ferrari si aggiudicò anche la Coppa Costruttori.

## Vigilia

### Sviluppi futuri
Venne confermato il ritorno dell'Alfa Romeo quale fornitrice di motori per la Brabham, dal 1976.
I rappresentanti della CSI e quelli dei costruttori individuarono alcune modifiche da apportare al regolamento tecnico delle vetture per il 1976, al fine di garantire una maggiore sicurezza. Tra le altre venne decisa la riduzione degli sbalzi anteriore e posteriore, la limitazione della larghezza degli pneumatici posteriori, un'altezza massima delle prese d'aria a periscopio, un archetto di sicurezza sul cruscotto, per proteggere le mani del pilota sul volante così come una struttura per proteggerne i piedi.

### Analisi per il campionato del mondo piloti
A Niki Lauda bastava mezzo punto per laurearsi campione del mondo piloti, titolo che mancava alla Scuderia Ferrari dal 1964, con John Surtees. Anche nel caso non avesse conquistato punti, all'austriaco sarebbe bastato che Reutemann non avesse vinto la gara.

### Analisi per la coppa costruttori
La Scuderia Ferrari si sarebbe laureata campione del mondo costruttori, per la terza volta, dopo i titoli 1961 e 1964 se:
- avesse vinto e la Brabham-Ford Cosworth avesse colto al massimo il quarto posto;
- avesse piazzato una vettura al secondo posto e la Brabham-Ford Cosworth non avesse fatto segnare punti.

### Aspetti tecnici
L'Hesketh fece esordire nel mondiale, dopo aver usato nel Gran Premio di Svizzera, non titolato, il modello 308C, guidato dal solo James Hunt. A causa della velocità del circuito venne prospettata l'ipotesi per cui il Gran Premio si sarebbe potuto disputare sul Circuito di Imola, oppure che questa potesse comunque essere l'ultima presenza della Formula 1 sul circuito monzese. Nel calendario per il 1976, pubblicato nel weekend della corsa, venne però confermata la tenuta del Gran Premio d'Italia a Monza, con la possibilità che il passaggio in Romagna avvenisse dal 1977.

### Aspetti sportivi

Renzo Zorzi fece il suo esordio in F1 con la Williams.

Jim Crawford, che aveva già corso il Gran Premio di Silverstone con la Lotus, sostituì l'infortunato Brian Henton sempre nel team di Colin Chapman. L'altro infortunato al Gran Premio precedente, Wilson Fittipaldi, venne sostituito, nel team omonimo, da Arturo Merzario, che aveva corso le prime sei corse della stagione alla Williams. Inizialmente venne indicato Alessandro Pesenti-Rossi alla guida di una Hesketh, ma, successivamente, il volante venne affidato ancora ad Harald Ertl.
In questa scuderia fece il suo esordio il pilota trentino Renzo Zorzi, che aveva vinto in stagione il Gran Premio di Monaco di Formula 3, prendendo il posto di Jo Vonlanthen.
La Surtees, invece, non prese parte all'evento per l'indisponibilità di propulsori. Anche il team Penske, dopo la morte di Mark Donohue in Austria, non prese parte all'evento.

## Qualifiche

### Resoconto

Niki Lauda, poleman dell'edizione, sulla griglia di partenza.

Nella prima giornata di prove il tempo migliore venne ancora una volta stabilito da Niki Lauda, che ottenne 1'32"82, seguito dal compagno di scuderia, Clay Regazzoni con 1'33"11. Molto indietro gli avversari: terzo fu il tempo di Carlos Reutemann su Brabham-Ford Cosworth in 1'33"99. Emerson Fittipaldi venne penalizzato dalla rottura del motore durante le libere della mattina, ove aveva fatto segnare il tempo migliore.
Anche al sabato la Ferrari confermò la propria prevalenza, ottenendo la pole position con Lauda, accompagnato in prima fila da Regazzoni. Per l'austriaco fu l'ottava partenza al palo della stagione col tempo di 1'32"24. In seconda fila si classificò Emerson Fittipaldi, assieme a Jody Scheckter. L'unico pilota che ancora poteva impensierire Lauda per la conquista del titolo, Carlos Reutemann, chiuse solo settimo. L'argentino fu anche autore di un'uscita di pista, che provocò l'insabbiamento della vettura in una via di fuga.

### Risultati
Nella sessione di qualifica si è avuta questa situazione:
| Pos                     | Nº | Pilota             | Costruttore              | Squadra                         | Tempo   | Griglia |
| ----------------------- | -- | ------------------ | ------------------------ | ------------------------------- | ------- | ------- |
| 1                       | 12 | Niki Lauda         | Ferrari                  | Scuderia Ferrari SpA SEFAC      | 1'32"24 | 1       |
| 2                       | 11 | Clay Regazzoni     | Ferrari                  | Scuderia Ferrari SpA SEFAC      | 1'32.75 | 2       |
| 3                       | 1  | Emerson Fittipaldi | McLaren-Ford Cosworth    | Marlboro Team Texaco            | 1'33"08 | 3       |
| 4                       | 3  | Jody Scheckter     | Tyrrell-Ford Cosworth    | Elf Team Tyrrell                | 1'33"27 | 4       |
| 5                       | 2  | Jochen Mass        | McLaren-Ford Cosworth    | Marlboro Team Texaco            | 1'33"29 | 5       |
| 6                       | 23 | Tony Brise         | Hill-Ford Cosworth       | Embassy Racing with Graham Hill | 1'33"34 | 6       |
| 7                       | 7  | Carlos Reutemann   | Brabham-Ford Cosworth    | Martini Racing                  | 1'33"44 | 7       |
| 8                       | 24 | James Hunt         | Hesketh-Ford Cosworth    | Hesketh Racing                  | 1'33"73 | 8       |
| 9                       | 9  | Vittorio Brambilla | March-Ford Cosworth      | Beta Team March                 | 1'33"90 | 9       |
| 10                      | 8  | Carlos Pace        | Brabham-Ford Cosworth    | Martini Racing                  | 1'33"94 | 10      |
| 11                      | 5  | Ronnie Peterson    | Lotus-Ford Cosworth      | John Player Team Lotus          | 1'34"22 | 11      |
| 12                      | 4  | Patrick Depailler  | Tyrrell-Ford Cosworth    | Elf Team Tyrrell                | 1'34"36 | 12      |
| 13                      | 17 | Jean-Pierre Jarier | Shadow-Matra             | UOP Shadow Racing Team          | 1'34"61 | 13      |
| 14                      | 16 | Tom Pryce          | Shadow-Ford Cosworth     | UOP Shadow Racing Team          | 1'34"71 | 14      |
| 15                      | 27 | Mario Andretti     | Parnelli-Ford Cosworth   | Vel's Parnelli Jones Racing     | 1'34"72 | 15      |
| 16                      | 10 | Hans-Joachim Stuck | March-Ford Cosworth      | Lavazza March                   | 1'35"29 | 16      |
| 17                      | 34 | Harald Ertl        | Hesketh-Ford Cosworth    | Warsteiner Brewery              | 1'35"43 | 17      |
| 18                      | 21 | Jacques Laffite    | Williams-Ford Cosworth   | Frank Williams Racing Cars      | 1'35"48 | 18      |
| 19                      | 32 | Chris Amon         | Ensign-Ford Cosworth     | HB Bewaking Team Ensign         | 1'35"56 | 19      |
| 20                      | 14 | Bob Evans          | BRM                      | Stanley BRM                     | 1'35"61 | 20      |
| 21                      | 25 | Brett Lunger       | Hesketh-Ford Cosworth    | Hesketh Racing                  | 1'36"11 | 21      |
| 22                      | 20 | Renzo Zorzi        | Williams-Ford Cosworth   | Frank Williams Racing Cars      | 1'36"19 | 22      |
| 23                      | 22 | Rolf Stommelen     | Hill-Ford Cosworth       | Embassy Racing with Graham Hill | 1'36"44 | 23      |
| 24                      | 29 | Lella Lombardi     | March-Ford Cosworth      | Lavazza March                   | 1'37"06 | 24      |
| 25                      | 6  | Jim Crawford       | Lotus-Ford Cosworth      | John Player Team Lotus          | 1'37"14 | 25      |
| 26                      | 30 | Arturo Merzario    | Copersucar-Ford Cosworth | Copersucar-Fittipaldi           | 1'37"33 | 26      |
| Vetture non qualificate |    |                    |                          |                                 |         |         |
| NQ                      | 31 | Roelof Wunderink   | Ensign-Ford Cosworth     | HB Bewaking Team Ensign         | 1'37"64 | NQ      |
| NQ                      | 35 | Tony Trimmer       | Maki-Ford Cosworth       | Maki Engineering                | 1'39"44 | NQ      |

## Gara

### Resoconto

Clay Regazzoni conduce la gara davanti all'altro ferrarista Lauda.

La notte, sulla zona, vi fu un forte temporale che mise in difficoltà le scuderie nelle ricerca degli assetti, tanto che i piloti ottennero la possibilità di effettuare due giri di ricognizione, anziché uno solo. Bob Evans della BRM fu costretto al ritiro durante questa ricognizione per un problema elettrico.
Al via Clay Regazzoni prese la testa della corsa, seguito da Niki Lauda, poi Jody Scheckter, Jochen Mass, Carlos Reutemann, Emerson Fittipaldi, James Hunt e Tony Brise. L'atteso Vittorio Brambilla fu invece quasi subito costretto al ritiro per il guasto della frizione. Nel corso del primo giro Mass passò Scheckter, prima di essere ripassato dal sudafricano alla Parabolica.
Nel secondo giro, alla chicane i due arrivarono vicini, Scheckter fu costretto a finire della via di fuga mentre Mass fece sbattere la sua McLaren sul cordolo, rovinandone le sospensioni. Il tedesco fu costretto al ritiro poche centinaia di metri dopo. Scheckter rientrò in pista, ma colpì la vettura del sopraggiungente Tony Brise, che fu costretto al ritiro per la rottura delle sospensioni; Mario Andretti, nel tentativo di evitare la Tyrrell di Scheckter fu autore di un'uscita di pista che lo costrinse, a sua volta, all'abbandono.
Scheckter riprese così la pista ma a velocità molto ridotta, cosa che costrinse tutti i piloti che arrivavano dalle posizioni di rincalzo a fermarsi, in pratica, sul tracciato. Ora, dietro ai due della Ferrari, si trovavano Carlos Reutemann, Emerson Fittipaldi e James Hunt. Nel corso dello stesso giro si ritirò anche Peterson, che era quinto, per la rottura del motore.

Le indicazioni del muretto della Ferrari a 4 tornate dal termine.

Le posizioni di vertice rimase inalterate sino al decimo giro, in cui Patrick Depailler passò James Hunt, installandosi al quinto posto. Tre giri dopo fu Fittipaldi a conquistare una posizione, passando Reutemann. La rimonta di Depailler s'interruppe al giro 16, quando, nel tentativo di passare Reutemann, andò lungo alla chicane, prendendo due posizioni a favore di Hunt e Tom Pryce.
Al giro 27 Pryce passò Hunt. Ora dietro al duo della Ferrari, si trovavano Fittipaldi, Reutemann, Pryce, Hunt e Depailler. La Shadow-Ford Cosworth di Pryce ruppe poco dopo uno scarico, cosa che andò a incidere negativamente sulle prestazioni della monoposto, tanto che venne ripassato da Hunt al giro 37.
Emerson Fittipaldi si avvicinò fortemente a Niki Lauda, anche grazie a un piccolo problema agli ammortizzatori sulla vettura dell'austriaco. Al giro 46 il brasiliano della McLaren passò l'austriaco, conquistando il secondo posto. La vittoria venne conquistata (per la terza volta nel mondiale) da Regazzoni, che solo due settimane prima si era imposto nel Gran Premio di Svizzera, non valido per il campionato. Col terzo posto Lauda si aggiudicò per la prima volta il campionato piloti, mentre la Ferrari vinse quello per i costruttori.

### Risultati
I risultati del gran premio sono i seguenti:
| Pos | No | Pilota             | Costruttore              | Giri | Tempo/Ritiro        | Pos.Griglia | Punti |
| --- | -- | ------------------ | ------------------------ | ---- | ------------------- | ----------- | ----- |
| 1   | 11 | Clay Regazzoni     | Ferrari                  | 52   | 1:22'42"6           | 2           | 9     |
| 2   | 1  | Emerson Fittipaldi | McLaren-Ford Cosworth    | 52   | + 16"6              | 3           | 6     |
| 3   | 12 | Niki Lauda         | Ferrari                  | 52   | + 23"2              | 1           | 4     |
| 4   | 7  | Carlos Reutemann   | Brabham-Ford Cosworth    | 52   | + 55"1              | 7           | 3     |
| 5   | 24 | James Hunt         | Hesketh-Ford Cosworth    | 52   | + 57"1              | 8           | 2     |
| 6   | 16 | Tom Pryce          | Shadow-Ford Cosworth     | 52   | + 1'15"9            | 14          | 1     |
| 7   | 4  | Patrick Depailler  | Tyrrell-Ford Cosworth    | 51   | + 1 Giro            | 12          |       |
| 8   | 3  | Jody Scheckter     | Tyrrell-Ford Cosworth    | 51   | + 1 Giro            | 4           |       |
| 9   | 34 | Harald Ertl        | Hesketh-Ford Cosworth    | 51   | + 1 Giro            | 17          |       |
| 10  | 25 | Brett Lunger       | Hesketh-Ford Cosworth    | 50   | + 2 Giri            | 21          |       |
| 11  | 30 | Arturo Merzario    | Copersucar-Ford Cosworth | 48   | + 4 Giri            | 26          |       |
| 12  | 32 | Chris Amon         | Ensign-Ford Cosworth     | 48   | + 4 Giri            | 19          |       |
| 13  | 6  | Jim Crawford       | Lotus-Ford Cosworth      | 46   | + 6 Giri            | 25          |       |
| 14  | 20 | Renzo Zorzi        | Williams-Ford Cosworth   | 46   | + 6 Giri            | 22          |       |
| Rit | 17 | Jean-Pierre Jarier | Shadow-Matra             | 32   | Pompa della benzina | 13          |       |
| Rit | 29 | Lella Lombardi     | March-Ford Cosworth      | 21   | Incidente           | 24          |       |
| Rit | 10 | Hans-Joachim Stuck | March-Ford Cosworth      | 15   | Incidente           | 16          |       |
| Rit | 21 | Jacques Laffite    | Williams-Ford Cosworth   | 7    | Cambio              | 18          |       |
| Rit | 8  | Carlos Pace        | Brabham-Ford Cosworth    | 6    | Acceleratore        | 10          |       |
| Rit | 22 | Rolf Stommelen     | Hill-Ford Cosworth       | 3    | Incidente           | 23          |       |
| Rit | 2  | Jochen Mass        | McLaren-Ford Cosworth    | 2    | Incidente           | 5           |       |
| Rit | 5  | Ronnie Peterson    | Lotus-Ford Cosworth      | 1    | Motore              | 11          |       |
| Rit | 23 | Tony Brise         | Hill-Ford Cosworth       | 1    | Incidente           | 6           |       |
| Rit | 27 | Mario Andretti     | Parnelli-Ford Cosworth   | 1    | Incidente           | 15          |       |
| Rit | 9  | Vittorio Brambilla | March-Ford Cosworth      | 1    | Frizione            | 9           |       |
| Rit | 14 | Bob Evans          | BRM                      | 0    | Problemi elettrici  | 20          |       |
| NQ  | 31 | Roelof Wunderink   | Ensign-Ford Cosworth     |      |                     |             |       |
| NQ  | 35 | Tony Trimmer       | Maki-Ford Cosworth       |      |                     |             |       |
| NA  | 19 | John Watson        | Surtees-Ford Cosworth    |      |                     |             |       |

## Statistiche
Piloti
- 1º titolo mondiale per Niki Lauda
- 3° vittoria per Clay Regazzoni

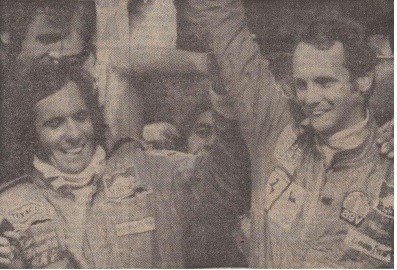
Emerson Fittipaldi, a sinistra, festeggia, a fine gara, Niki Lauda, neocampione del mondo.

- 10º giro più veloce per Clay Regazzoni
- 1º Gran Premio per Renzo Zorzi
- Ultimo Gran Premio per Jim Crawford

Costruttori
- 3º titolo mondiale per la Ferrari
- 57ª vittoria per la Ferrari

Motori
- 57ª vittoria per il motore Ferrari

Giri al comando
- Clay Regazzoni (1-52)

## Classifiche Mondiali

### Piloti
| Pos | Pilota             | Punti |
| --- | ------------------ | ----- |
| 1   | Niki Lauda         | 55,5  |
| 2   | Emerson Fittipaldi | 39    |
| 3   | Carlos Reutemann   | 37    |
| 4   | James Hunt         | 30    |
| 5   | Clay Regazzoni     | 25    |
| 6   | Carlos Pace        | 24    |
| 7   | Jody Scheckter     | 19    |
| 8   | Jochen Mass        | 16    |
| 9   | Patrick Depailler  | 12    |
| 10  | Tom Pryce          | 8     |
| 11  | Vittorio Brambilla | 6,5   |
| 12  | Jacques Laffite    | 6     |
| 13  | Mario Andretti     | 5     |
| 14  | Mark Donohue       | 4     |
| 14  | Ronnie Peterson    | 3     |
| 16  | Jacky Ickx         | 3     |
| 17  | Alan Jones         | 2     |
| 18  | Jean-Pierre Jarier | 1,5   |
| 19  | Tony Brise         | 1     |
| 19  | Gijs van Lennep    | 1     |
| 21  | Lella Lombardi     | 0,5   |

### Costruttori
| Pos | Costruttore            | Punti |
| --- | ---------------------- | ----- |
| 1   | Ferrari                | 63,5  |
| 2   | Brabham-Ford Cosworth  | 54    |
| 3   | McLaren-Ford Cosworth  | 47    |
| 4   | Hesketh-Ford Cosworth  | 30    |
| 5   | Tyrrell-Ford Cosworth  | 24    |
| 6   | Shadow-Ford Cosworth   | 9,5   |
| 7   | March-Ford Cosworth    | 7,5   |
| 8   | Lotus-Ford Cosworth    | 7     |
| 9   | Williams-Ford Cosworth | 6     |
| 10  | Parnelli-Ford Cosworth | 5     |
| 10  | Hill-Ford Cosworth     | 3     |
| 12  | Penske-Ford Cosworth   | 2     |
| 13  | Ensign-Ford Cosworth   | 1     |